# Campo de Marte (Lima)
El Campo de Marte de Lima o Plaza de la Revolución es un espacio público ubicado en el distrito de Jesús María, en la ciudad de Lima, capital del Perú. A su alrededor, están ubicados edificios de algunas de las más importantes instituciones públicas peruanas, además de otras organizaciones deportivas nacionales. Es un escenario político muy especial y es la sede de la Gran Parada Militar en algunas ocasiones. La denominada avenida de La Peruanidad, divide en este y oeste el parque, y se realiza anualmente sobre su pista, el mencionado acto cívico el 29 de julio. Antiguamente, en el área del parque se albergaba el hipódromo de Santa Beatriz, del cual queda ahora solo una tribuna. La Ley 16979, de fecha 3 de mayo de 1968, declaró como área verde intangible al Campo de Marte.

## Complejo urbano
Entre los establecimientos importantes circundantes destacan:
- Oficina Nacional de Procesos Electorales
- Ministerio de Salud
- Ministerio de Trabajo y Promoción del Empleo
- Ministerio de Defensa y Cuartel General de la Fuerza Aérea del Perú

Es considerado como el pulmón ecológico de Jesús María y de toda la ciudad de Lima. Dentro del Campo de Marte, se puede practicar fútbol, tenis y natación, ya que dentro del recinto se ubican las instalaciones de las respectivas federaciones nacionales de tenis y natación.
Además, cuenta con un escenario cerca de la zona llamada Campo de Marte.

## Atractivos del lugar

### Monumento a los defensores de la frontera

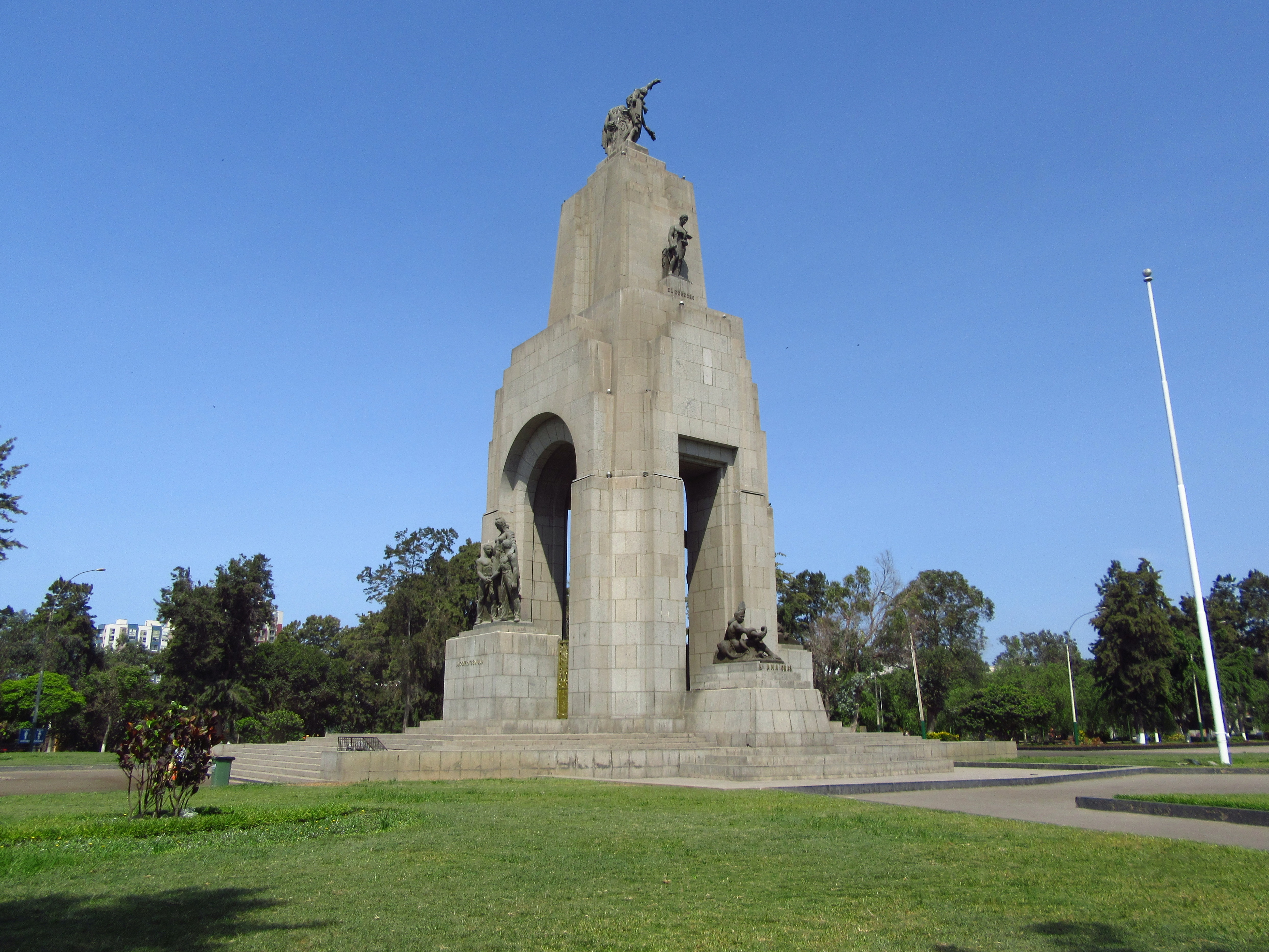
Monumento a los defensores de la frontera

En la parte oeste se encuentra un enorme monumento a los defensores en la guerra peruano-ecuatoriana de 1941. Obra del escultor Artemio Ocaña Bejarano, siendo inaugurado el 24 de junio de 1966, el pedestal de granito de cantera tiene 25 m de alto desde su base y 28 figuras humanas.
Los trabajos de este monumento se iniciaron durante el primer periodo de Manuel Prado y Ugarteche, continuándose con José Luis Bustamante y Rivero y del Gral. Manuel A. Odría, concluyéndose la misma en 1966 paradójicamente en el segundo periodo de Manuel Prado, coincidiendo con las Bodas de Plata de la Batalla de Zarumilla.

### Monumento a la madre
Realizado en homenaje a la madre por la Municipalidad de Jesús María, la obra realizada en bronce y granito, representa a una mujer con dos niños, uno en brazos y el otro en cunclillas rodeándole en actitud de solicitarle que se le tome en brazos. Fue inaugurado el 25 de julio de 1969, siendo su escultor, Rafael Castillo Rodríguez.

### Mural de la evangelización
Fue ejecutado por más de quinientas personas de diversos Clubes Departamentales, así como también de muchos simpatizantes, siendo asesorados por la Municipalidad de Lima, cooperando con la misma empresas particulares que donaron el material suficiente para la obra. 
Gracias a diversos artistas peruanos plasmaron en este mural lo más característico de cada Departamento y con un solo propósito, dejar impreso la visita apostólica de Juan Pablo II al Perú realizado del 1 al 5 de febrero de 1985. 
Los escudos de los Departamentos están ubicados de izquierda a derecha en orden alfabético

### Monumento a Jorge Chávez
Realizado en memoria del Primer Promotor de la Aviación Peruana, que sobrevoló los alpes de Suiza, el 23 de septiembre de 1910, hazaña heroica que le costaría la existencia colocándolo entre los precursores de la aviación internacional.
Para su elaboración se empleó bronce y granito rosa, es obra del escultor Eugenio Baroni, fue obsequio de la Colonia Italiana, siendo inaugurado el 23 de septiembre de 1937, cumpliéndose el vigésimo séptimo aniversario luctuoso.

### El árbol de la confraternidad
Plantado solemnemente por el presidente de la República, Augusto B. Leguía y la delegación venezolana, el 9 de diciembre de 1924, en la primera cuadra de la avenida 28 de Julio, con motivo del centenario de la Batalla de Ayacucho.

### Monumento a Miguel de Cervantes Saavedra
La obra pertenece al escultor peruano Carlos Huertas, fue inaugurado el 24 de abril de 1932.

### El ojo que llora

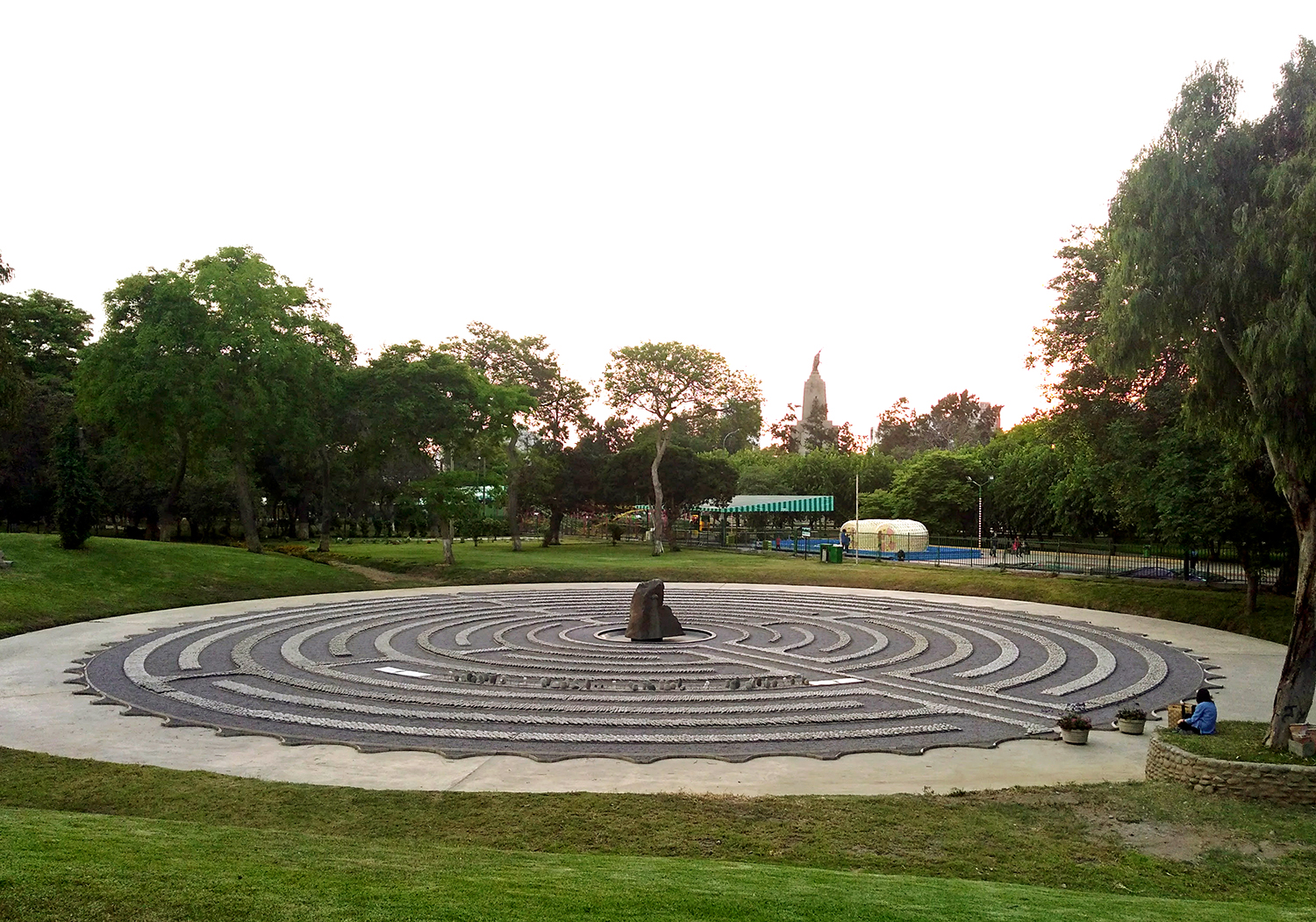
Vista panorámica de El ojo que llora

En la parte este, se encuentra el monumento (en forma de monolito) a las víctimas de la violencia terrorista y represión estatal durante la época del terrorismo en el Perú entre los años 1980 y 2000. El monumento central es obra de la artista plástica Lika Mutal, holandesa residente en el Perú y fue inaugurado el 28 de agosto de 2005. Está rodeado por un laberinto circular de piedras pequeñas y planas colocadas muy juntas una a otra; en ellas están grabados los nombres de las víctimas junto con la respectiva fecha de muerte o desaparición. Asimismo este ha causado controversia debido a que también se encuentra incluido los nombres de terroristas, causando una gran indignación en parte de la sociedad peruana.
El monumento fue atacado y parcialmente destruido por simpatizantes del Fujimorismo el 2007.

### Monumento a las mascotas
En la parte este, al lado del área del ojo que llora, se encuentra un canil gigante, denominado el Parque de Mascotas, donde se ubican áreas de medicina veterinaria y juegos de agilidad para mascotas, además de un área que le pertenece a la policía canina. En una rotonda que divide el área veterinaria y de policía canina del área libre para que las mascotas de los vecinos jueguen se ha erigido un monumento en honor a los pequeños compañeros de nuestros hogares en la figura de un perro de la raza comúnmente conocida como "Perro peruano sin pelo", mal llamado "perro chino", en actitud atenta, sentado y en color negro con la vista hacia el monumento de los defensores de la frontera, como si estuviera vigilando y manteniendo el orden

## Eventos importantes
En 1989, se realizó el concierto del Grupo Niche en la que se reunieron cientos de miles de personas.
La quinta edición de la Feria Gastronómica Internacional de Lima, más conocida como Mistura, se llevó a cabo del 7 al 16 de septiembre de 2012, en el Campo de Marte de Lima. Esta edición contó con un "Rincón del Pan", en donde se ofreció 100 variedades regionales de pan. Asimismo, contó con un "Boulevard de la Dulzura", que reunía 30 reposteros, quienes prepararon unos 50 postres peruanos como el “arroz con leche”, suspiro limeño, guargüero, voladores, queso helado arequipeño, dulces de maná, empanadas de manjar, chumbeque, etc. Acaparando a gran cantidad de visitantes que se calcularon en cerca de 500,000 personas. 
Se esperó también una importante cantidad de visitantes cuando se lleven a cabo los Juegos Panamericanos 2019 en Lima, ya que dentro del gran parque, se encuentran las instalaciones de la Federación Nacional de Natación con una gran piscina.
El lugar que temporalmente un centro de vacunación para la COVID-19, uno de los más grandes de la ciudad.

## Incidentes

### Asesinato de Sánchez Cerro
Sobre el Campo de Marte fue asesinado el presidente Luis Miguel Sánchez Cerro la mañana del 30 de abril de 1933 por un conspicuo militante aprista conocido después como Abelardo Mendoza Leyva, cuando el presidente terminaba de pasar revista a más de 30.000 soldados que serían enviados a la frontera con Colombia, país con el que se tenía enfrentamientos bélicos por la cuestión del Trapecio Amazónico y el desconocimiento del Tratado de 1922 firmado por el expresidente Leguía. Sánchez Cerro falleció en el Hospital Italiano, ubicado en el centro de la ciudad, pasado el mediodía.

### Actos de vandalismo
La noche del 23 de septiembre de 2007, personas señaladas después como seguidores del expresidente Alberto Fujimori irrumpieron en la zona del Campo de Marte donde se ubica el controvertido monumento conocido como El ojo que llora y usando combas y cinceles destrozaron parte del mismo y derramaron sobre lo que quedó, pintura anaranjada.

## Medidas
Este parque tiene un largo máximo de 800 metros aproximadamente y un ancho máximo de casi 470 metros.